# Palóc Színpad
A Palóc Színpad Balassagyarmat szabadtéri színpadja a Palóc ligetben. Fontos helyszíne a minden évben megtartott Anna-napi palóc búcsúnak.

## Története
Az 1899-ben létesült Palóc ligetben Pecz Ármin tervei alapján helyett kapott volna még egy szabadtéri színpad is, ez azonban 1955-ig váratott magára. A színpad kerti mozi funkciót is kapott, és a következő évtizedek alatt pop-rock eseményeinek helyszínné alakult, valamint helyet adott a palócság egyik legnagyobb ünnepének, az Anna-napi palóc búcsúnak. Először 1986-ban esett át egy falújításon, ekkor épült meg az akácrönk kerítés és az úgynevezett „Cirmoskaréj” Makovecz Imre tervei alapján. Későbbiekben a szabadtéri színpad állaga egyre leromlott, 2007-ben be is zárt. Felújítására és újranyitására az AGORA program részeként került sor. A felújítás 2014-ben kezdődött el, Kovács Miklós terveivel. A szabadtéri színpad a munkák végeztével felvette a Palóc Színpad nevet. Az átadására 2015. május 16-án, a Jánossy Képtárral együtt, egy egész napos rendezvényen belül került sor.

## Külső hivatkozások
- Gyarmati Hírek - 2015 - nyári különszám